# 吉田嘉清
吉田 嘉清（よしだ よしきよ、1926年1月12日 ‐ 2018年3月21日）は、日本の社会運動家。原水爆禁止運動に携わり、原水爆禁止日本協議会（原水協）代表理事を務めたが、のち原水協を離れ、平和事務所を設立し活動した。

## 経歴
熊本県出身。1948年9月18日の全日本学生自治会総連合（全学連）の結成に尽力した。1950年レッドパージ反対闘争で逮捕、早稲田大学を退学処分。
1955年9月19日の原水協創立に加わり、1964年事務局長。14年ぶりに統一を回復した1977年8月3-6日の原水爆禁止世界大会では、原水爆禁止日本国民会議（原水禁）、原水協の統一実行委員会代表幹事を務めた。
1983年代表理事。1984年6月28-29日の原水協全国理事会で代表理事を解任。1984年9月26日日本共産党を除名された 。
1990年、バルト3国出身でチェルノブイリ原子力発電所事故の処理作業に動員され被曝した人々（リクビダートル）の救援を、元環境庁長官・大石武一、元東京大学教授・草野信男、元広島修道大学教授・北西允、元立教大学教授・服部学ら17人とともに呼びかけ、のちつくられた市民団体「エストニア・チェルノブイリ・ヒバクシャ基金」でスタッフ代表を務めた。
1992年、ソ連崩壊後に公表された文書で、1963年に部分的核実験禁止条約への賛否をめぐって、日本の原水禁運動をソ連の方針を支持するものにするための工作として、吉田にソ連から金銭が支払われていたことが明らかにされ、「原水協代表幹事解任、日本共産党除名が正しかったことが歴史的に証明された」と共産党機関紙である『赤旗』は論評した。
2010年3月24日、「チェルノブイリ原発事故後処理に従事したエストニア人とその家族に対する支援活動」を理由にエストニア大統領府から赤十字勲章を授与された。

## 著作
- 『わが戦後行動 いま原水爆禁止は』新興出版社、1980年8月 全国書誌番号 80037800
- 『原水協で何がおこったか 吉田嘉清が語る』インタビュアー:長崎肇、日中出版、1984年8月 ISBN 4-8175-1124-9